# Jessica Harmsen
Jessica Harmsen (ur. 5 września 1966) – holenderska szachistka, mistrzyni międzynarodowa od 1988 roku.

## Kariera szachowa
W latach 80. XX wieku należała do ścisłej czołówki holenderskich szachistek. Trzykrotnie (w latach 1985 – wspólnie z Hanneke van Parreren, 1987 i 1988) zdobyła tytuły indywidualnej mistrzyni kraju. Oprócz tego, w 1989 r. zdobyła srebrny, a w 2000 – brązowy medal mistrzostw Holandii kobiet. W 1988 r. w Salonikach jedyny raz w karierze reprezentowała narodowe barwy na szachowej olimpiadzie, na której holenderskie szachistki zajęły X miejsce.
W 1986 r. zajęła VI m. w międzynarodowym turnieju w Nałęczowie, natomiast w 1991 r. zajęła VI m. w turnieju strefowym (eliminacji mistrzostw świata) w Oisterwijk. Od 1994 r. w turniejach klasyfikowanych przez Międzynarodową Federację Szachową startuje bardzo rzadko.
Najwyższy ranking w karierze osiągnęła 1 lipca 1989 r., z wynikiem 2245 punktów zajmowała wówczas 1. miejsce wśród holenderskich szachistek.